# Alice Walker
Alice Walker (rojena Alice Malsenior Tallulah-Kate Walker) se je rodila 9. februarja 1944 v Eatontonu (Georgia) v Združenih državah Amerike.  Je svetovno znana avtorica, aktivistka, profesorica in esejistka. Avtorico se uvršča med največje ameriške pisce dvajsetega stoletja. Piše romane, kratke zgodbe, poezijo in eseje, s čimer zajame pomembna življenjska vprašanja. Ta so velikokrat povezana z mišljenjem, življenjskimi preizkušnjami in vztrajnostjo. Je prva afroameričanka, ki je prejela nacionalno književno nagrado za leposlovje in Pulitzerjevo nagrado.

## Zgodnje življenje
Alice Walker se je rodila 9. februarja 1944 v Združenih državah Amerike kot zadnja od osmih otrok. Njen oče je bil Willie Lee Walker, ki je bil po poklicu delilec. Obdeloval je tujo zemljo, delež pridelanega je šel lastniku zemlje, saj je to služilo kot plačilo. Živeli so revno življenje na podeželju, kjer je bil tak način preživljanja povsem običajen. V tistem obdobju so bili v veljavi zakoni Jima crowa, ki so bili v veljavi predvsem v južnem delu Združenih držav Amerike. S temi zakoni so bile povezane rasne segregacije in veliko nestrpnosti do temnopoltih prebivalcev. Bili so navajeni na nizek življenjski standard, oče pa nikakor ni mogel finančno napredovati.
Njena mama je bila Minnie Tallulah Walker (rojena Grant). Navduševala se je nad vrtnarstvom in šivanjem. Ostajala je doma, skrbela za otroke in opravljala gospodinjska dela. Alice je cenila in spoštovala mamine izdelke. Nekoč zapisala: »Enostavno se počutim zelo dobro, zaščiteno in blagoslovljeno… ko sem pod prešitimi odejami, ki jih je naredila moja mama. To je ista tradicija kot slikanje ali rezbarjenje. Moč je deloma v tem, da se ozemljiš v nekaj, kar je skromno … nekaj, kar lahko vidite, da oblikuje s svojim trudom.«.
Alice je svoje otroštvo preživljala skromno, vendar so starši poskrbeli, da ni bila prikrajšana za osnovne življenjske potrebe. Kot otrok je bila zelo pametna, veliko je brala, bila je tudi precej samosvoja. V osnovni šoli so si jo zapomnili kot samozavestno, ponosno in zrelo deklico, predvsem z vidika znanja in želje po učenju. Pri štirih letih so jo vpisali v šolo zaradi njene nadarjenosti in da ji ne bi bilo treba delati na bombažnih poljih..

## Travma
Pri osmih letih se ji je zgodila nesreča, ki jo je zelo zaznamovala. S svojima starejšima bratoma so se igrali kavboje in Indijance, pri čemer jo je eden od bratov z zračno puško nenamerno ustrelil v desno oko. Otroci so se prestrašili, zelo kratek čas so poškodbo tudi skrivali. Oče ni imel avtomobila, da bi jo odpeljali v bolnišnico, zato so jo morali doma pozdraviti z osnovnimi medicinskimi pripomočki. Zdravili so vročino in okužbo, kar ni pripomoglo k želenemu rezultatu. Po enem tednu je na istem očesu izgubila vid. Za tem so jo odpeljali k zdravniku, kjer so ji povedali, da bo morda vid izgubila v celoti. Izkazalo se je, da ne bo videla le na eno oko, pojavila se ji je tudi belkasta brazgotina. To je imelo zanjo grde posledice, kot so slaba samopodoba, pomanjkanje samozavesti, slabo je sprejemala samo sebe. Postala je sramežljiva in introvertirana. 
Kmalu za tem se je družina Walker preselila, vpisali so jo v novo šolo, s tem pa se je oddaljila od starih prijateljev in učiteljev. To je vse skupaj še poslabšalo, zato so jo starši poslali nazaj k babici. Alice se je počutila zavrnjeno od vseh. Zaradi celotne situacije je postajala ravnodušna, sramovala se je svojega videza.

## Mladost
Ko je bila Alice stara štirinajst let, jo je brat Bill povabil v Boston, da bi nekaj časa preživela z njegovo družino. Namen tega vabila je bil, da bi ji povedal za priskrbljeno ustrezno zdravniško pomoč, ki si jo je zelo želela in jo je tudi potrebovala. Z operacijo so ji odstranili belo liso oziroma brazgotino na očesu. Operacija je bila uspešna, Alice pa se je počutila bolje in popolnejše. Uspeh, ki je ji v šoli v zadnjih šestih letih padel zaradi brazgotine, se je izboljšal, v srednji šoli je bila uspešna, kar ji je omogočilo, da je jeseni 1961 dobila štipendijo. S pomočjo te se je lahko vpisala na Spelman College, ustanovo za izobraževanje mladih temnopoltih žensk.

## Študij in obštudijsko življenje
Ko je nekega dne sedela na avtobusu do Atlante, so jo prosili, da naj se presede na zadnji del avtobusa. Rasnega žaljenja je bilo v tistem času ogromno, to ni bil osamljen primer. Ni ji bilo všeč nespoštovanje ostalih, zato se je v Atlanti začela posvečati tako študiju kot tudi boju za državljanske pravice. V šestdesetih letih prejšnjega stoletja se je od žensk pričakovalo, da bodo oblečene na določen način, morale so biti dobre krščanske žene, dame, morale so ohranjati lastno dostojanstvo. Tesno je bila povezana s profesorjem zgodovine, Howardom Zinnom. Spodbujal je socialno pravičnost. Zavzemali so se za to, da bi tudi temnopolte ženske lahko postale učiteljice, zdravnice in odvetnice. Poletje 1963 je Alice preživela z Davidom DeMossom. Spoznala sta se, ko je bil on na izmenjavi na kolidžu Morehouse, ona pa na Spelmanu. Odnos se je nekoliko zapletel, saj so bili medrasni odnosi takrat zelo redki, niso ju bili veseli niti družina, niti tujci. Zaradi takratne družbene situacije se je na kolidžu Spelman počutila neprijetno, zato se je prepisala na drugo fakulteto. Dobila je štipendijo, spomladi 1964 pa se je preselila na sever države, na kolidž Sarah Lawrence.

## Kolidž Sarah Lawrence
Ta kolidž je bil zelo drugačen od kolidža v Spelmanu. Študirati je začela leta 1963. Bila je obkrožena s priviligiranimi in bogatimi hčerami bogatih in pomembnih staršev. Z njimi ni imela veliko skupnega. Izobraževanje je nadaljevala zelo dobro, želela si je postati pisateljica, postala je tudi študentka Muriel Rukeyser. Rukeyserjeva je bila mnenja, da lahko poezija pozitivno vpliva na aktivizem in borbo za pravico, velik vpliv je imela na Walkerjevo. Leto kasneje se je Alice vrnila na jug države, kjer so imeli volilno pravico, a jim je bila ta pogosto preprečena. Sodelovala je pri registraciji volivcev, velikokrat pa je naletela na negativne komentarje. 
Nekaj časa je delovala tudi v Keniji, presenetila pa sta jo lakota in zelo reven način življenja. Pomagala je pri gradnji šole in delala na poljih ananasov. V Afriki je srečala nekdanjega fanta Demossa, z njim je kasneje tudi zanosila. V ZDA je bila prekinitev neželene nosečnosti nezakonita, razen če je bilo materino zdravje ogroženo. Pojavile so se socialne stigme, izključitev iz šole, … Z njim se ni mogla poročiti. Za nosečnost je povedala le redkim, postala je tudi nekoliko depresivna. Visoka nosečnost je poslabšala njeno mentalno stanje, razmišljala je tudi o samomoru. Na koncu je s pomočjo prijateljev zbrala denar za splav. S tem je postala tudi velika zagovornica pravic do splava. Kasneje ji je splav predstavljal navdih za pisanje poezije. Leta 1966 je diplomirala na Sarah Lawrence College. V te  času je nastala tudi njena zgodba To Hell with Dying.

## New York City
Po zaključenem študiju se je preselila na Lower East Side v New Yorku. V New Yorku se je takrat zelo razvijalo protikulturno politično gibanje. Pomagala je na oddelku za socialne storitve, z nekaterimi pomoči potrebnimi se je lahko tudi poistovetila. To navezo je uporabila v svojem prvem romanu. Muriel Rukeyser in Monica McCall sta založnikom pošiljale Walkerjeve rokopise, Alice pa se takrat še ni zavedala velikega uspeha.

## Mel Leventhal
Mississippi je bil središče gibanja za državljanske pravice. Zakoni so bili pod okriljem Jima Crowa, uveljavljal je rasno segregacijo in nasilje, pojavljale so se tudi smrtne žrtve. Alice se v tem mestu ni počutila varno in zaželeno. Hkrati je v tem videla dobro priložnost, da naredi nekaj dobrega za ljudi in da jim tudi pomaga. Veliko je sodelovala z drugimi aktivistkami, fundacijami in sodelovala z raznimi pomembnimi osebami, kot so Marian Wright in Edelman. Spoznala je mladega študenta prava  iz New Yorka, Melvyna R. Leventhala. Pomagala je pri jemanju izjav ali pravnih izjav, ki naj bi služili kot dokazi za borbo za pravice. Skupaj sta delala v Greenwoodu. Strah ju je bilo napadov in pritiskov, saj sta bila mešan par, čeprav kot sodelavca. Poleg dela jo je povezovala tudi simpatija do drug drugega. Leta 1968 je z njim zanosila, a je kasneje imela spontani splav. To se je zgodilo kmalu po smrti Martina Luthra 4. aprila 1968. Partner ji je stal ob strani, jo spodbujal pri pisanju njenih romanov. Razvila sta resno zvezo, leta 1967 sta se tudi poročila. Novembra 1969 je rodila hčerko Rebecco. Le nekaj dni pred tem pa je zaključila svojo tretjo knjigo The Third Life of Grange Copeland.

## Mississippi
Mlad par je moral ves čas živeti v strahu, predvsem zaradi politične situacije v drugi polovici dvajsetega stoletja. Walkerjeva je takrat prejela dve dobri novici. Za svoj esej je prejela nagrado in objavo v prestižni reviji The American Scholar. Njena  zbirka pesmi Once je bila sprejeta v objavo. Delovala je tudi na zveznem programu Head Start, to je predšolski program, ki pomaga revnim otrokom pri začetku šolanja. Zadolžena je bila za razvoj učnega načrta. Razvila je tudi avtobiografski projekt, v katerem se je poglobila v raziskovanje svojega porekla. Leta 1970 je objavila je objavila knjigo The Third Life of Grange Copeland. Takrat je postala tudi zelo slavna pisateljica, knjiga pa je bila kritično hvaljena. Kritike so se pojavljale  predvsem zaradi tega, ker je bele like prikazovala kot napadalce nad temnopoltimi pripadniki. 
Družina se je začela počutiti utesnjeno in  pusto, saj so živeli v manjšem mestu brez večjega dogajanja. Življenje je bilo psihično naporno in obremenjujoče. Poleti, leta 1971 je obiskala Kalifornijo, kjer je imela stare prijatelje. Z možem sta morala nekaj časa živeti ločeno. Alice je prejemala Radcliffovo štipendijo, ki pa ji je pri pisanju vzela veliko časa. Čez zimo sta s hčerko hudo zboleli, kasneje pa si je poiskala novega agenta. To je bil Wendy Weil, ki je v novi reviji Ms. Takoj objavil njeno zgodbo Roselily. Leta 1973, ko je živela na Radcliffu, je umrl njen oče. Posvetila mu je pesmi in roman. Poleti leta 1973 sta se z možem preselila v New York, kjer je delala kot pomožna urednica za revijo Ms. Leta 1974 je bilo njeno delo Revolutionary Petunians nominirano za nacionalno književno nagrado. Leta 1976 sta se z možem ločila, imela pa sta deljeno skrbništvo. Na njun zakon so preveč vplivale razmere v Mississippiju. Imela je tudi zvezo z Robertom Allenom.

## Kasnejše delovanje in ustvarjanje
Leta 1976  je zaključila s pisanjem romana Meridian. Ta govori o odraščanju delavskega razreda v šestdesetih letih prejšnjega stoletja, ki so se borili za državljanske pravice. Pet let za tem je izdala zbirko kratkih zgodb You Can't Keep a Good Woman Down. Vključen je tudi Nineteen Fifty-Five. Opisano je izkoriščevanje glasbe temnopoltih v korist belcev. The Abortion vključuje Alicino lastno izkušnjo, medtem ko je živela na kolidžu in, ko je bila še poročena med bivanjem v Mississippiju. Zgodba govori o mladi temnopolti ženski, ki dvakrat splavi.
V svoji pisateljski karieri je napisala tudi delo The Temple of My Familiar, ki je izšlo leta 1989, leta 1992 je izdala tudi Possessing the Secret of Joy, By the Light of My Father's Smile (1998), Now Is the Time to Open Your Heart (2005). V svoji pisateljski karieri je zagovarjala rasno enakopravnost in pravičnost. Leta 2000 je izšel zbornik  kratkih pripovedi The Way Forward Is with a Broken Heart, zbirke poezije, na primer Absolutno zaupanje v dobroto Zemlje (2003), Pesem potovala po moji roki (2003), Hard Times Require Furious Dancing (2010), Taking the Arrow Out of the Heart (2018).
Njena pisateljska kariera je bila polna vzponov in padcev. Nekajkrat je bila deležna tudi kritik s strani afroameriških moških posameznikov. Nekateri afroameriški moški so nasprotovali negativni podobi temnopoltih moških v The Color Purple. Walkerjeva je odgovorila, da očitno niso v celoti seznanjeni z vsebino njene knjige. Veliko negotovosti je prinesla tudi njena skovanka "ženskast", ki jo je definirala kot "temnopolto feministko". Kritikom je pojasnila, da želi ohraniti posebno tradicijo temnopoltih žensk, kot jo je ponazarjala Harriet Tubman. V kasnejših letih so jo obtožili antisemitizma zaradi podpore teoretiku zarote Davidu Ickeju, vendar njen nekdanji mož ni videl dokazov za takšna stališča med njunim zakonom. Leta 2011 je objavila nekonvencionalne spomine v The Chicken Chronicles, leta 2013 pa je izšel dokumentarni film o njenem življenju. Leta 2022 je izdala zelo intimno zbirko dnevnikov z naslovom Gathering Blossoms Under Fire, ki jo opisuje kot knjigo o zdravilih skozi različna čustva.

## Pomen knjige The Color Purple
Med bivanjem v Kaliforniji je napisala enega svojih najbolj znanih romanov, z naslovom The Color Purple. Ta je izšel leta 1982. Knjiga je napisana tudi v slovenskem jeziku, in sicer z naslovom Nekaj vijoličastega. Zgodba govori o temnopolti ženski, ki odrašča in želi uresničiti svoje sanje. Dogajanje poteka na podeželju v Georgie. Protagonistka se sooča s posilstvom očeta in moža. Loči se od otrok in sestre. Na koncu dela se sreča s svojo družino. Za ta roman je bila nagrajena s Pulitzerjevo nagrado. Po romanu so posneli tudi film, ki velja za zelo znanega. Naslov filma v slovenščini je Barva škrlata. Nastala je tudi glasbeni  posnetek na podlagi filma. Pri tem sta sodelovala Winfrey in Quincy Jones, ki sta glasbo producirala. Premiera je potekala leta 2004 v Atlanti, leto za tem pa je bila prikazana tudi na Broadwayu. Leta 2023 je izšla tudi filmska priredba muzikala.
1. ↑  Virtualna mednarodna normativna datoteka — [Dublin, Ohio]: OCLC, 2003.
2. ↑  Record #118884433 // Gemeinsame Normdatei — 2012—2016.
3. 1 2   Alice Walker na angleški Wikipediji
4. 1 2 3 4 5 6   Rene Ostberg. Alice Walker. Britannica
5. ↑  Walker[mrtva povezava]. Poetry Foundation
6. 1 2  Anita Croy. Alice Walker. New York: Greenhaven Publishing, 2019.
7. 1 2 3 4 5 6 7 8 9 10 11 12  Mary Donnelly. Alice Walker: The Color Purple and Other Works. Chicago: Marshall Cavendish Benchmark, 2010.